# Стрепетов (посёлок)
Стре́петов — посёлок в Орловском районе Ростовской области.
Входит в состав Волочаевского сельского поселения.

## История
В 1987 году указом Президиума Верховного Совета РСФСР посёлку третьей фермы совхоза Орловский присвоено наименование Стрепетов.

## Население
| 2010 |
| ---- |
| 137  |

## Улицы
В посёлке имеются две улицы — Степная и Школьная.